# Otto Mejer

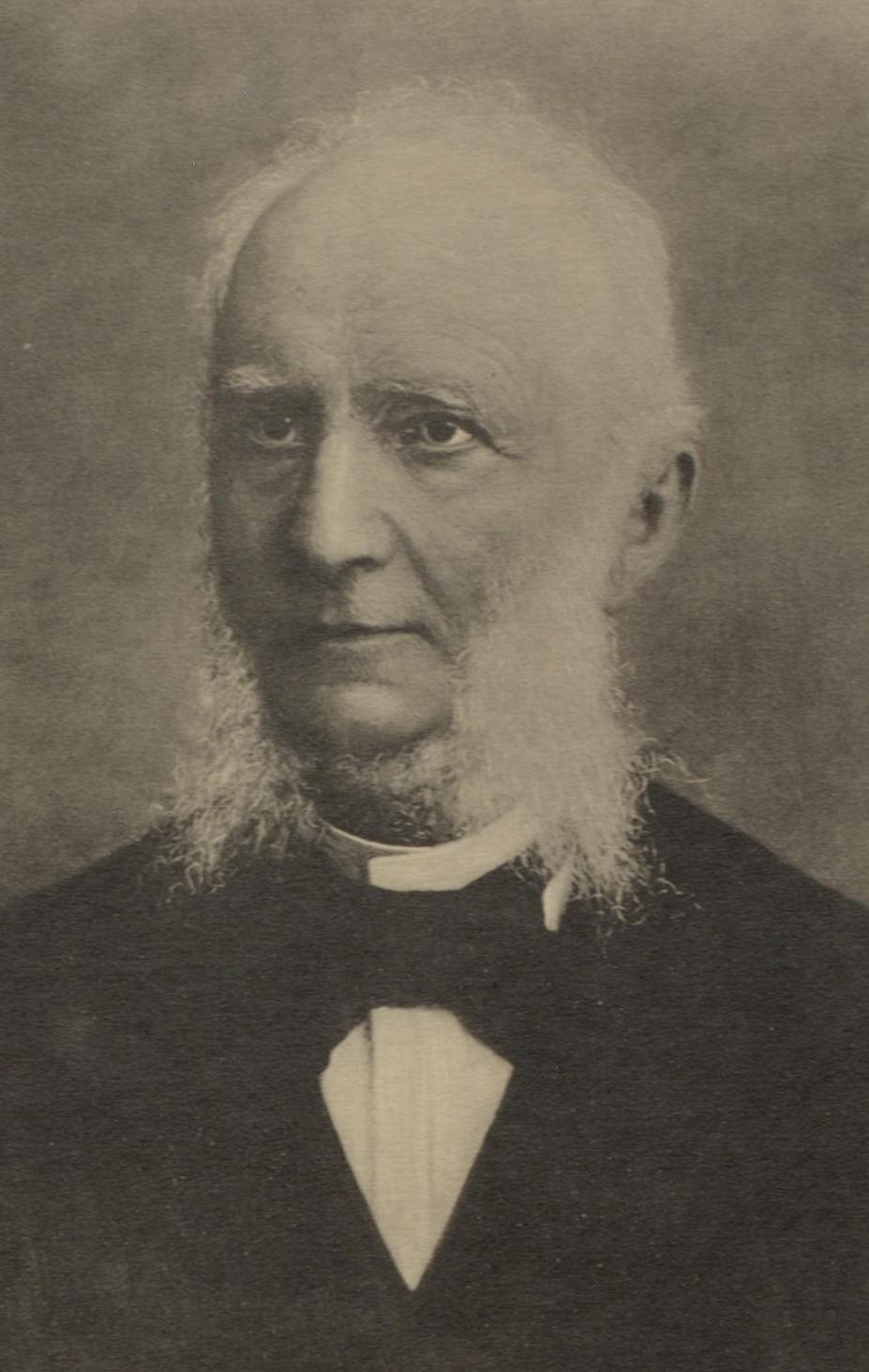
Otto Mejer

Georg Alexander Otto Mejer (* 27. Mai 1818 in Zellerfeld; † 24. Dezember 1893 in Hannover) war ein deutscher evangelisch-lutherischer Kirchenrechtler.

## Leben
Otto Mejer war ab 1842 Privatdozent für Staats- und Kirchenrecht an der Georg-August-Universität Göttingen. Auf seiner großen wissenschaftlichen Reise nach Rom und zurück durch Belgien 1845/46 sammelte er das Material für seine späteren kirchengeschichtlichen Werke. 1847 wurde er in Göttingen zum außerordentlichen Professor ernannt. Noch im gleichen Jahr nahm er einen Ruf an die Universität Königsberg auf den Lehrstuhl für Kirchenrecht an. 1850 folgte er einem  Ruf an die Universität Greifswald und 1851 an die Universität Rostock. Von 1874 bis zu seiner Emeritierung 1885 war er Hochschullehrer für Kirchenrecht in Göttingen und nahm in dieser Zeit auch Aufgaben der akademischen Selbstverwaltung als Prorektor wahr. Von 1885 bis 1893 war Otto Mejer Präsident des Landeskonsistoriums der Hannoverschen Landeskirche.

## Werke
- Die Propaganda, ihre Provinzen und ihr Recht. 2 Bände, Göttingen: Dieterich 1852/53

Digitalisat von Band 1, Exemplar der Bayerischen Staatsbibliothek
Digitalisat von Band 2, Exemplar der Bayerischen Staatsbibliothek
- Eine Erinnerung an Berthold Georg Niebuhr (Vortrag 5. Februar 1966). Rostock: Stiller 1867

Digitalisat des Exemplars der Bayerischen Staatsbibliothek
- Der Rechtsschutz für die lutherische Kirche in den neupreußischen Provinzen. Rostock: Stiller 1867
- Lehrbuch des deutschen Kirchenrechtes. 3., neu bearb. Aufl., Göttingen 1869.

unveränderter Nachdruck Frankfurt a. M.: Minerva 1965–1966
Digitalisat des Exemplars der Bayerischen Staatsbibliothek
- Zur Geschichte der römisch-deutschen Frage. 3 Teile in 5 Bänden 1871, 2., unveränd. Ausg. 1885
- Um was streiten wir mit den Ultramontanen. Hamburg: Gräfe 1875
- Febronius, Weihbischof Johann Nicolaus von Hontheim, und sein Widerruf. Tübingen 1880

Digitalisat bei archive.org
- Einleitung in das deutsche Staatsrecht. Freiburg i. B. [u. a.]: Mohr 1884
- Biographisches: gesammelte Aufsätze. Freiburg i. B.: Mohr 1886
- Göttinger Studentenwohnungen: eine Wanderung durch das alte Göttingen. Göttingen: Spielmeyer 1887 [Aus der Göttinger Freien Presse]

Digitalisat der Universitätsbibliothek Göttingen
- Kulturgeschichtliche Bilder aus Göttingen. Linden-Hannover: Manz 1889

Digitalisat bei archive.org
- Das Rechtsleben der deutschen evangelischen Landeskirchen: Umrisse zur Orientierung für Geistliche und Gemeindeglieder. Hannover: Meyer 1889